# My Girl (canción de The Temptations)
«My Girl» (en español: «Mi Chica») es una canción de estilo soul compuesta para The Temptations, por Smokey Robinson y Ronald White, miembros de The Miracles. Fue lanzada el 21 de diciembre de 1964 por la compañía discográfica Motown Records.
Con "My Girl", The Temptations comenzaron una nueva etapa con David Ruffin en la voz principal. A partir de su lanzamiento, se sucedieron varios éxitos de menor entidad con Ruffin a la cabeza, como "Since I Lost My Baby" y "Ain't Too Proud to Beg".
En el año 2004, "My Girl" fue ubicada en la posición octogésimo octava de la lista de las 500 mejores canciones de todos los tiempos según la revista Rolling Stone.

## Grabación y lanzamiento
La versión grabada de "My Girl" fue el primer sencillo de los Temptations que contó con David Ruffin como voz principal. Anteriormente, Eddie Kendricks y Paul Williams habían interpretado la mayor parte de las voces principales del grupo, y Ruffin se había unido al grupo como sustituto del ex Temptation Elbridge Bryant. Mientras estaba de gira como parte de la Motortown Revue, una gira colectiva para la mayoría de la lista de Motown, Smokey Robinson captó la parte del espectáculo de los Temptations. Para su actuación, el grupo había incluido un popurrí de estándares de soul, uno de los cuales, "Under the Boardwalk" de los Drifters, era un punto en solitario para Ruffin. Impresionado, Robinson decidió producir un sencillo con Ruffin como cantante principal. Robinson veía a Ruffin como un "gigante dormido" en el grupo, con una voz única, "suave" pero "ronca". Robinson pensó que si podía escribir la canción perfecta para la voz de Ruffin, podría tener un éxito rotundo. La composición debía ser algo que Ruffin pudiera "cantar a pleno pulmón", pero también algo "melódico y dulce".
Tras la persuasión de los compañeros de banda de Ruffin, Robinson hizo que los Temptations grabaran "My Girl" en lugar de The Miracles, que originalmente iban a grabar la canción, y reclutó a Ruffin para que cantara la voz principal. Según Robinson, permitió que el grupo creara sus propias voces de fondo "porque se les daban muy bien las voces de fondo". En consecuencia, los Temptations idearon refuerzos como "hey hey hey" y una serie de "my girls" que hacen eco de la voz de David". Las notas de bajo iniciales son reconocidas en todo el mundo. Como dice Smokey Robinson: "Puedo estar en un país extranjero donde la gente no habla inglés y el público empezará a vitorear incluso antes de que empiece a cantar "My Girl". Saben lo que viene en cuanto oyen la línea de bajo inicial. [Canta la famosa línea creada por el bajista James Jamerson:] 'Bah bum-bum, bah bum-bum, bah bum-bum'". El riff de guitarra característico que se escucha durante la introducción y bajo las estrofas fue tocado por Robert White de los Funk Brothers. Esta parte puede escucharse sin voz en la edición de lujo de 2004 de la banda sonora del documental de 2002 Standing in the Shadows of Motown.    
"My Girl" se sampleó posteriormente para "Stay", un sencillo del álbum Phoenix Rising de los Temptations de 1998. El sencillo se reeditó en 1992, tras el estreno en noviembre de 1991 de la película del mismo nombre, en la que aparecía la canción. No llegó a las listas de Billboard, pero sí alcanzó el número 2 en la lista de singles del Reino Unido.    

## Recepción
"My Girl" llegó a la cima de las listas de popularidad de Estados Unidos el 16 de enero de 1965, después de su lanzamiento en la época navideña de 1964, convirtiéndose en el primer número 1 de los Temptations. El sencillo fue también el primer número 1 en la reinstaurada lista de R&B Singles de Billboard, que había sufrido un parón de quince meses entre 1963 y 1965. El sencillo también proporcionó al sello de Gordy su primer número 1 en el Hot 100.
Con el tiempo, "My Girl", con su característica introducción y su desenfrenada expresión de alegría, se convertiría en uno de los singles más conocidos y exitosos de la Motown. "My Girl" entró en el Salón de la Fama de los Grammy en 1998.
Cash Box describió el sencillo como "una balada palpitante, de ritmo aleatorio" interpretada "con un estilo muy tentador" y con un "arreglo impactante". En 2004, "My Girl" ocupó el número 88 en la lista de "Las 500 mejores canciones de todos los tiempos" de Rolling Stone.

## Versiones
La fama de esta canción la ha convertido en un tema muy versionado, destacando entre todas las de los siguientes artistas:
- Otis Redding, quien le dio un estilo blues al año siguiente de su composición.
- The Rolling Stones, dentro del álbum Flowers del año 1967.
- The Mamas & The Papas, dentro del álbum Deliver del año 1967.
- Dolly Parton, en una versión country incluida en su álbum New Harvest... First Gathering del año 1977.
- Michael Jackson.
- Stevie Wonder.
- Marvin Gaye.
- Westlife.
- Il Divo.
- Al Green.
- Michael Bolton.
- Percy Sledge.
- Prince Buster.en una versión ska.
- Phil Collins. versión en vivo dentro del álbum Love Songs: A Compilation...Old & New del año 2004.
- Miliyah Kato en una versión incluida en el OST del dorama japonés Hanayome to Papa.
- Boom Boom Kid. La banda Argentina hizo una versión en vivo y en castellano registrada en el Álbum The Many...Many Moods of Boom Boom Kid